# Saara (Altenbourg)
Pour les articles homonymes, voir Saara.
Saara était une ancienne une commune autonome allemande de l'est du land de Thuringe située dans l'arrondissement du Pays-d'Altenbourg. Elle a été incorporée à la ville de Nobitz en 2012.

## Géographie

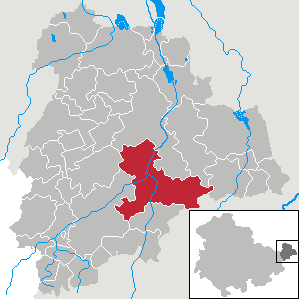
Situation de Saara dans l'arrondissement d'Altenbourg

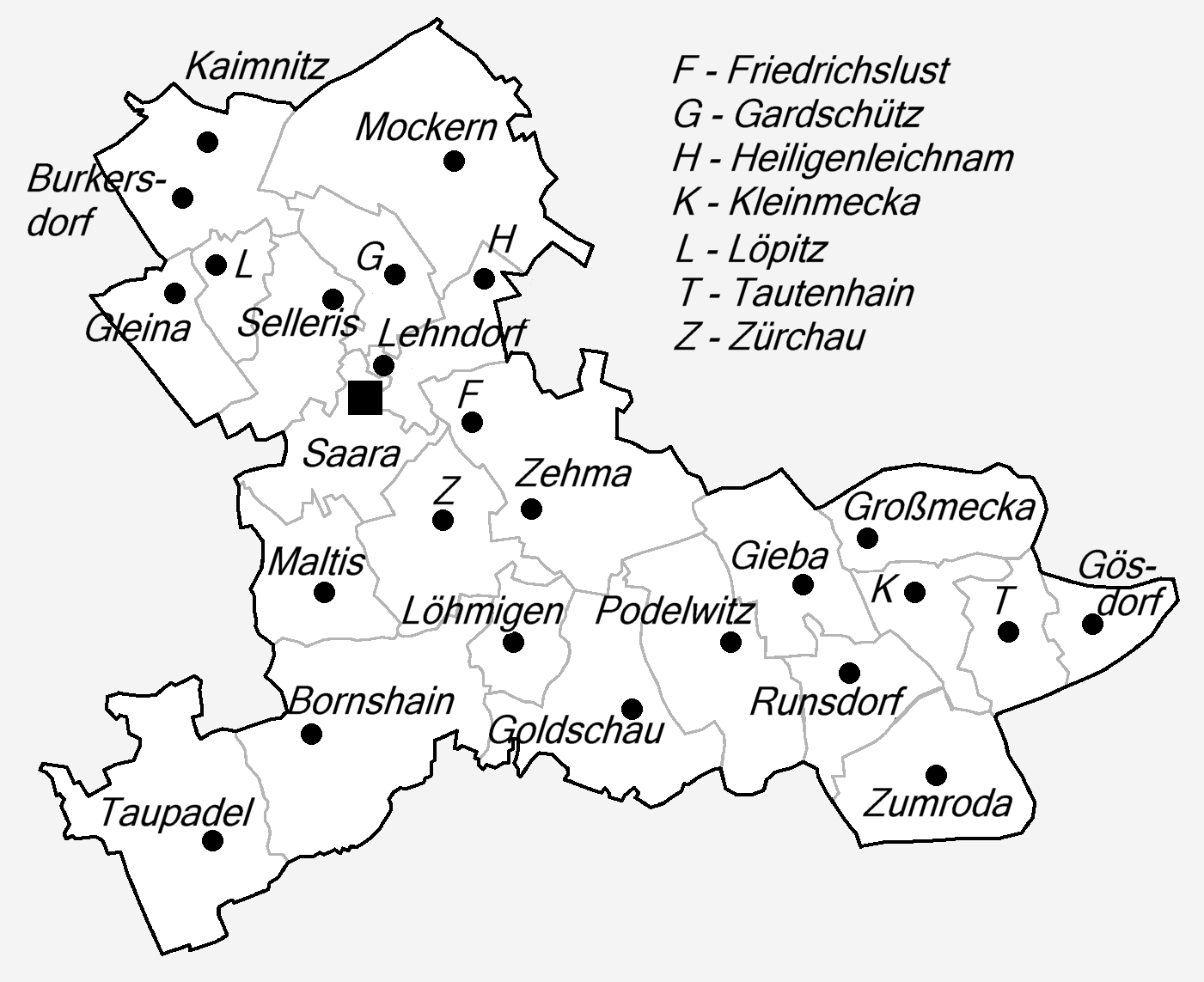
Les quartiers de Saara

Saara est située à 7 km au sud d'Altenbourg, entre la Pleiße et son affluent la Sprotte, à la limite avec l'arrondissement de Zwickau en Saxe. Elle est composée du village central et de vingt-quatre quartiers :
- Bornshain ;
- Burkersdorf bei Lehndorf ;
- Gardschütz ;
- Gieba ;
- Gleina ;
- Gösdorf ;
- Goldschau ;
- Großmecka ;
- Heiligenleichnam ;
- Kaimnitz ;
- Lehndorf ;
- Löhmingen ;
- Löpitz ;
- Maltis ;
- Mockern ;
- Podelnitz ;
- Runsdorf ;
- Selleris ;
- Taupadel ;
- Tautenhain ;
- Zehma ;
- Zürchau ;
- Zumroda.

Communes limitrophes (en commençant par le nord et dans le sens des aiguilles d'une montre) : Nobitz, Ziegelheim, Schönberg, Oberwiera, Gößnitz, Schmölln et Altkirchen.

## Histoire

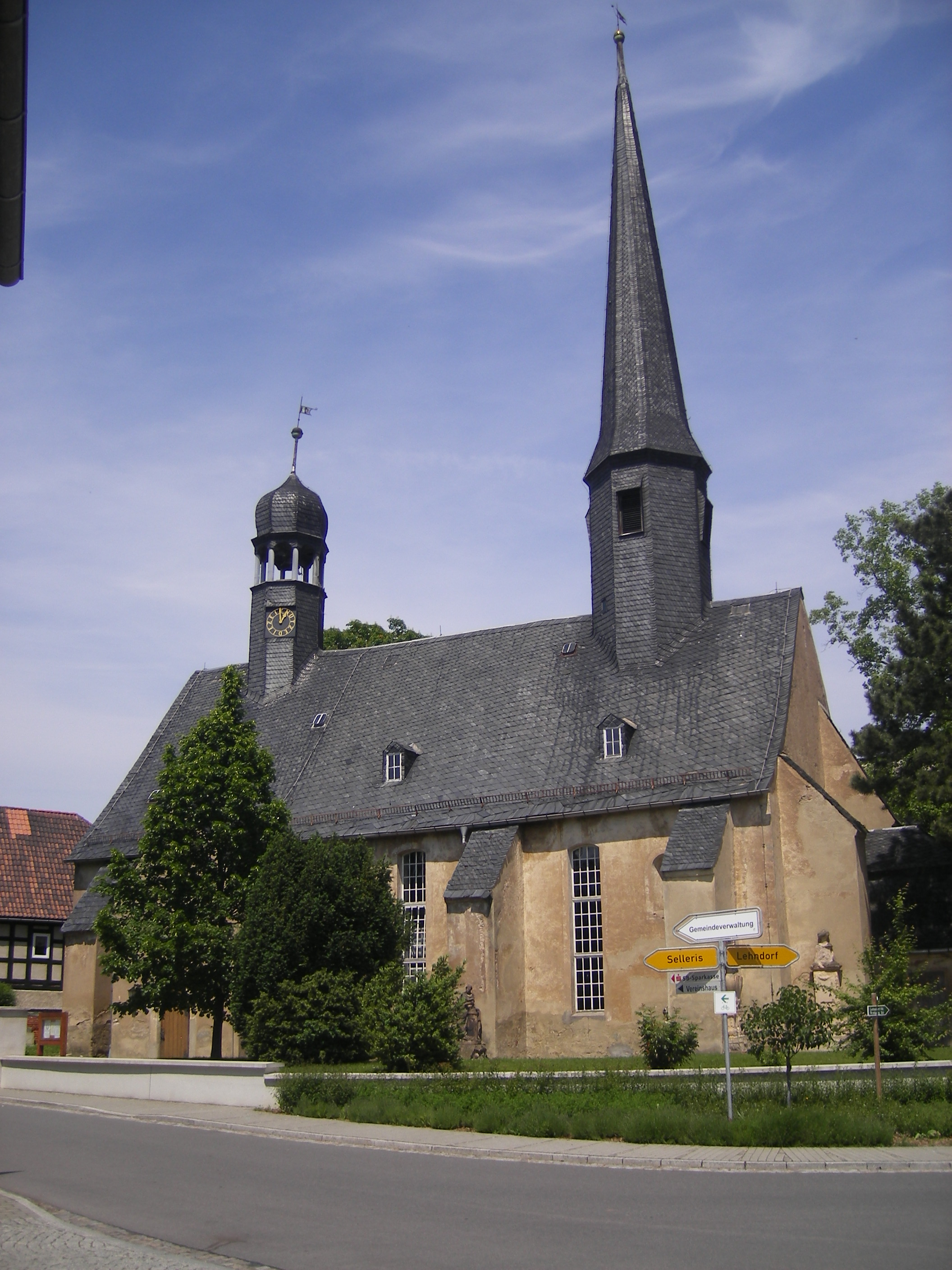
l'église de Saara

La première mention écrite du village de Saara date de 1222 dans les registres du monastère de Bosau sous le nom de Zarowe qui dénote une origine slave, comme beaucoup de villages de cette région.
Le 31 décembre 2012 la commune a fusionné avec Nobitz dont elle constitue désormais un quartier.

### Incorporations de communes
Plusieurs communes ont été incorporées au territoire de Saara en 1996 : Gieba, Podelnitz, Lehndorf, Taupadel, Zehma, Mockern.

## Démographie
Le village de Saara est le centre administratif de la commune mais n'en est pas le village le plus peuplé.
Commune de Saara dans ses limites en 2012 :
| 1900  | 1933  | 1939  | 1995  | 2000  | 2005  | 2010  |
| ----- | ----- | ----- | ----- | ----- | ----- | ----- |
| 4 189 | 4 011 | 4 049 | 3 307 | 3 299 | 3 214 | 2 999 |